# Disa marlothii
Disa marlothii är en orkidéart som beskrevs av Harry Bolus. Disa marlothii ingår i släktet Disa och familjen orkidéer. Inga underarter finns listade i Catalogue of Life.